# Saint-Laurent-la-Vernède
Saint-Laurent-la-Vernède é uma comuna francesa na região administrativa de Occitânia, no departamento de Gard. Estende-se por uma área de 11,8 km². Em 2010 a comuna tinha 682 habitantes (densidade: 57,8 hab./km²).